# Fessisentis necturorum
Fessisentis necturorum är en hakmaskart som beskrevs av Brent B. Nickol 1967. Fessisentis necturorum ingår i släktet Fessisentis och familjen Fessisentidae. Inga underarter finns listade i Catalogue of Life.